# 索尔施泰特
索尔施泰特（德語：Sollstedt，發音：[ˈzɔlʃtɛt]）是德国图林根州诺德豪森县的市镇，面积26.23平方千米，2023年12月31日人口为2,960人。